# Porto di Porto San Giorgio
Il porto di Porto San Giorgio è un'infrastruttura situata sul mare Adriatico dedicata all'approdo turistico e al diporto nautico.
Secondo la classificazione nazionale dei porti italiani, quello di Porto San Giorgio è un porto di 2ª categoria, 4ª classe. L'infrastruttura è divisa in due sezioni: la parte settentrionale del porto è adibita a porto turistico, mentre la sezione meridionale è adibita ad attività commerciali come pesca e commercio.  